# Polyrhachis alphena
Polyrhachis alphena é uma espécie de formiga do gênero Polyrhachis, pertencente à subfamília Formicinae.